# Incantation
Incantation – amerykańska grupa muzyczna wykonująca death metal. Powstała w 1989 roku w Johnstown w stanie Pensylwania. Formacji przewodzi gitarzysta, a w latach późniejszych także wokalista John McEntee, który pozostaje jednym członkiem oryginalnego składu. Pomimo licznych zmian składu zespół utrzymał łatwo rozpoznawalny styl oparty na długich pasażach i zmianach tempa. Do 2011 roku formacja wydała m.in. siedem albumów studyjnych oraz szereg pomniejszych wydawnictw pozytywnie ocenianych zarówno przez krytyków muzycznych jak i publiczność. Grupa nie zyskała jednak nigdy szerszej popularności, a jej działalność jest skupiona w artystycznym podziemiu. W swojej twórczości grupa bezpośrednio odnosi się do satanizmu oraz porusza takie zagadnienia jak antychrześcijaństwo, okultyzm oraz bluźnierstwo.

## Historia
Zespół powstał we wrześniu 1989 roku w Johnstown w stanie Pensylwania. Skład utworzyli członkowie formacji Blood Thirsty Death - gitarzysta Brett Makowski i basista Aragon Amori oraz byli członkowie formacji Revenant - gitarzysta John McEntee i perkusista Paul Ledney. W składzie poszerzonym o wokalistę Willa Rahmera grupa Incantation zarejestrowała kasetę demo pt. Demo # 1. Na wydawnictwie, które ukazało się w styczniu 1990 roku znalazły się dwie autorskie kompozycje oraz interpretacja "The Third of the Storms" z repertuaru Hellhammer. Jeszcze w 1990 roku Amori, Mackowski i Ledney opuścili skład by utworzyć blackmetalową grupę Profanatica. McEntee i Rahmer podjęli się skompletowania drugiego składu. Nowymi muzykami Incantation zostali: basista Ronnie Deo, gitarzysta Sal Seijo i perkusista Peter Barnevic. W czerwcu tego samego roku odrodzona grupa nagrała drugie demo pt. Demo # 1. Na wydanej, również w czerwcu kasecie znalazły się cztery, już wyłącznie autorskie kompozycje. W międzyczasie McEntee wspierał jako gitarzysta zaprzyjaźniony zespół Mortician. Latem grupa Incantation nawiązała współpracę z krótkotrwałą, a pochodzącą z Cleveland wytwórnią muzyczną Seraphic Decay Records. Efektem był wydany w sierpniu minialbum Entrantment of Evil na który złożyły się nagrania pochodzące z kaset demo. Wkrótce potem skład opuścili Barnevic i Seijo. Nowymi członkami zostali perkusista Jim Roe i pełniący jednak tylko funkcję muzyka koncertowego - gitarzysta Bill Venner. Ostatecznie pod koniec roku nowym gitarzystą został Craig Pillard.
W 1991 roku w związku ze zobowiązaniami Rahmera względem Mortician obowiązki wokalistki przejął Pillard. 13 listopada 1991 roku ukazał się minialbum pt. Deliverance of Horrific Prophecies. Wydawnictwo początkowo zaplanowane jako split z formacją Amorphis było pierwszym wydanym przez Relapse Records na rzecz Incantation. Materiał przyniósł zespołowi także pierwszą ogólnokrajową trasę w Stanach Zjednoczonych. 5 maja 1992 roku ukazał się pierwszy album długogrający formacji zatytułowany Onward To Golgotha. Materiał został zarejestrowany w Trax East Studios. Po licznych koncertach wraz z Anal Cunt i Phlegm basista Ronnie Deo zakończył współpracę z Incantation. Kolejnym basistą został Dan Kamp były członek Crucifer. Kolejny rok muzycy spędzili koncertując wraz z Vital Remains, Autopsy i Morgue. Wkrótce potem z zespołu odeszli Kamp i Roe, których zastąpili Dave Niedrist i Jon Brody. Drugi album zespołu pt. Mortal Throne of Nazarene został wydany 11 marca 1994 roku. Płyta został nagrana w Excello Recording Studios w Nowym Jorku. 1 sierpnia 1995 roku ukazał się album grupy pt. Upon the Throne of Apocalypse. Na płycie znalazły się utwory z płyty Mortal Throne of Nazarene w wersji z oryginalnym miksowaniem. W 1997 roku dzięki Elegy Records na rynku muzycznym ukazał się album koncertowy Tribute To the Goat. W maju tego samego roku dzięki Repulse Records ukazał się minialbum The Forsaken Mourning of Angelic Anguish.
Trzeci album Incantation zatytułowany Diabolical Conquest ukazał się w 1998 roku. Nagrania zostały zarejestrowane w Mars Studio w Cleveland. 9 maja 2000 roku został wydany czwarty album zespołu pt. The Infernal Storm. Wydawnictwo tak jak poprzedni album zostało nagrane w Mars Studios. W 2001 roku nakładem firmy Mutilation Records ukazał się oficjalny koncertowy bootleg pt. Live - Blasphemy in Brazil tour 2001. Na płycie znalazł się materiał zarejestrowany w klubie Hangar 110 w São Paulo w Brazylii w maju 2001 roku. W 2002 roku ukazała się pierwsza część serii Relapse Singles Series Vol. 1 na której oprócz kompozycji Incantation znany się nagrania zespołów Apparition, Face of Decline i Velcro Overdose. Następnie, 12 czerwca nakładem wytwórni muzycznej Candlelight Records ukazał się piąty album formacji zatytułowany Blasphemy. Była to trzecia płyta Incantation nagrana w Mars Studios. W 2003 roku grupa skupiła się na koncertowaniu. Muzycy wystąpili podczas Rotting With Your Christ Tour w USA wraz z Pungent Stench, Beyond the Embrace i Rune. 29 czerwca 2004 roku ukazał się split Relapse Singles Series Vol. 3 wraz z nagraniami Incantation, Rottrevore, Repulsion i Monstrosity. Tego samego roku, 27 lipca w Eurpie nakładem Listenable Records został wydany szósty album Incantation pt. Decimate Christendom. Z kolei w Stanach Zjednoczonych wydawnictwo ukazało się dzięki Olympic Records. Była to czwarta płyta zespołu nagrana w Mars Studios. W ramach promocji zespół koncertował w Europie podczas trasy Clash of Demigods wraz z Krisiun, Behemoth i Ragnarok. Z powodu śmierci matki Severna zastąpił wówczas francuski perkusista Ilmar Uibo.
Na początku 2005 roku grupa dała szereg koncertów w USA w ramach Winter Migration Brootality. W trasie wzięły także udział zespołu Mortician, The Chasm i Arsis. Kolejne koncerty Incantation odbyły się w Europie podczas tournée European Decimation. Latem muzycy powrócili do ojczymy gdzie grali wraz z Hate Eternal, Krisiun, All Shall Perish oraz Into Eternity. W 2006 roku zespół koncertował w Meksyku. Siódmy album grupy nagrany ponownie w Mars Studios, a zatytułowany Primordial Domination ukazał się 8 września 2006 roku. Płytę poprzedził wydany tego samego roku singel zatytułowany Thieves of the Cloth. W 2007 roku zespół udał się w prestiżową trasę po Europie. Podczas Domination Euroepan Tour grupa koncertowała wraz z Rotting Christ, Harm, Carpathian Forest, Neuraxis i Malevolent Creation. Następnie Severna zastąpił Jim Roe. 23 maja 2008 roku przez firmę Necroharmonic Productions został wydany minialbum zatytułowany Blasphemous Cremation. W 2009 roku do składu powrócił perkusista Kyle Severn. W 2010 roku ukazał się singel pt. Scapegoat. Na płycie znalazły się dwa utwory pochodzące z sesji nagraniowej płyty Primordial Domination (2006). W maju 2011 roku na płycie zatytułowanej Afterparty Massacre ukazał się split Incantation z Denial Fiend.

## Muzycy
| Obecny skład zespołu - John McEntee – gitara, śpiew (od 1989) - Kyle Severn – perkusja (1994–1998, 2000–2007, od 2009) - Alex Bouks – gitara (od 2007) - Chuck Sherwood – gitara basowa (od 2008) Byli członkowie zespołu - Aragon Amori (zmarły) – gitara basowa (1989–1990) - Brett Mackowski – gitara (1989–1990) - Paul Ledney – śpiew, perkusja (1989–1990) - Ronnie Deo – gitara basowa (1990–1992) - Jim Roe – perkusja (1990–1994, 2007–2009) - Peter Barnevic – perkusja (1990) - Sal Seijo – gitara (1990) - Will Rahmer – śpiew (1990–1991, 1995–1996) - Dan Kamp – gitara basowa (1992–1993) - Craig Pillard – gitara, śpiew (1990–1994), śpiew (1996–1997, 2008) - Daniel Corchado – gitara basowa, śpiew (1995, 1997), gitara, śpiew (1997–1998) - Mike Saez – gitara, śpiew (1996, 1999–2001) - Robert Yench – gitara basowa (1998–2001) - Rick "Slim" Boast – perkusja (1998–1999) - Joe Lombard (zmarły) – gitara basowa (2001–2005) | Muzycy koncertowi - Tomasz "Reyash" Rejek – gitara basowa (2007) - Paulus Kressman – perkusja - Peter Barnevic – perkusja (1990) - Bill Venner – gitara (1990) - Dave Niedrist – gitara basowa (1993–1994) - Jon Brody – perkusja (1993–1994) - Randy Scott – gitara basowa (1994) - Duane Morris – śpiew, gitara (1994–1995) - Mike Donnely – gitara basowa (1995) - Mary Ciullo – gitara basowa (1996) - Kevin Hughes – gitara basowa (1996) - Nathan Rossi – gitara, śpiew (1996) - Clay Lytle – perkusja (1998) - Chris Dora – perkusja (1998, 1999) - Tom Stevens – gitara, śpiew (1998–1999) - Mark Perry – perkusja (1999) - Dave Culross – perkusja (1999) - Richard Christy – perkusja (2000) - Vincent Crowley – śpiew (2002) - Belial Koblak – śpiew, gitara (2002) - Thomas Pioli – gitara (2003) - Roberto Lizarraga – gitara basowa (2005–2007, 2009) - Ilmar Uibo – perkusja (2004) - Craig Smilowski – perkusja (2007) |

## Dyskografia
| Albumy studyjne - Onward To Golgotha (1992, Relapse Records) - Mortal Throne of Nazarene (1994, Relapse Records) - Diabolical Conquest (1998, Relapse Records) - The Infernal Storm (2000, Relapse Records) - Blasphemy (2002, Candlelight Records) - Decimate Christendom (2004, Listenable Records) - Primordial Domination (2006, Listenable Records) - Vanquish in Vengeance (2012, Listenable Records) - Dirges of Elysium (2014, Listenable Records) - Profane Nexus (2017, Relapse Records) Albumy koncertowe - Tribute To the Goat (1997, Elegy Records) - Live - Blasphemy in Brazil tour 2001 (2001, Mutilation Records) Single - Thieves of the Cloth (2006, Ibex Moon Records) - Scapegoat (2010, Ibex Moon Records) | Minialbumy - Entrantment of Evil (1990, Seraphic Decay Records) - Deliverance of Horrific Prophecies (1991, Relapse Records) - The Forsaken Mourning of Angelic Anguish (1997, Repulse Records) - Blasphemous Cremation (2008, Necroharmonic Productions) Dema - Rehearsal Demo (1990, wydanie własne) - Demo # 1 (1990, wydanie własne) Inne - Upon the Throne of Apocalypse (1995, Relapse Records) - Relapse Singles Series Vol. 1 (2002, Relapse Records, split z Apparition, Face of Decline, Velcro Overdose) - Relapse Singles Series Vol. 3 (2004, Relapse Records, split z Rottrevore, Repulsion, Monstrosity) - Afterparty Massacre (2011, Ibex Moon Records, split z Denial Fiend) |